# FVgg Weingarten
Die Fußballvereinigung 1906, kurz FVgg Weingarten (auch: FV Weingarten) aus dem badischen Weingarten ist ein Sportverein. Er besteht aus den Abteilungen Fußball, Damengymnastik, Judo, Schwimmen und Tennis. Der Ortsname ist kein Bestandteil des Vereinsnamens.

## Geschichte
Der Verein wurde am 23. September 1906 als Fußballclub Südstern Weingarten gegründet. 1908 schloss sich der FC Viktoria Weingarten dem Südstern an. Bereits im Jahre 1911 änderte der Verein den Namen in 1. Fußballclub Weingarten. Durch die Fusion mit dem FV 1910 Weingarten im Jahr 1919 nahm der Verein den heutigen Namen FVgg Weingarten an. Nach dem Verbot des Arbeitersports in Deutschland 1933 schloss sich die Fußballabteilung des aufgelösten TV 1890 Weingarten der FVgg an. Bereit am 28. August 1949 trennten sich die Arbeitersportler jedoch wieder vom Verein und gründeten den TSV 1890 Weingarten neu. Im Dezember 1969 schloss sich schließlich der Weingartener Sportclub an. Dieser war zuvor ehemaligen Fußballern der FVgg als Tennisabteilung gegründet worden und brachte auch die Schwimm- und Judoabteilung in den Zusammenschluss mit ein.

## Fußball
| Fußball-Abteilung | Fußball-Abteilung              | Fußball-Abteilung              |
| ----------------- | ------------------------------ | ------------------------------ |
| Spielklasse       | Kreisliga Karlsruhe            | Kreisliga Karlsruhe            |
| Spielstätte       | Waldstadion (ca. 1.000 Plätze) | Waldstadion (ca. 1.000 Plätze) |
| Saison 2024/25    | 10. Platz                      | 10. Platz                      |

Die Fußballer der FVgg gehörten in Baden nie zu den Spitzenvereinen wie die Teams aus Freiburg, Karlsruhe oder Mannheim. Dennoch mischten sie in der zweiten Reihe immer wieder mit und gehörten mehrere Jahre der Verbandsliga Nordbaden an. Dabei erlebte die FVgg Phasen der Zweit- wie Fünftklassigkeit, da die nordbadische Liga durch verschiedene Reformen immer tiefer herabgestuft wurde.

### Bis 1948 zweitklassig
Weingarten spielte ab der Umstrukturierung der Sportverbände 1933 in der zweitklassigen Fußball-Bezirksklasse Mittelbaden. 1941 stand die FVgg in der Aufstiegsrunde zur Gauliga Baden. Die Fußballer scheiterten dort jedoch an der Konkurrenz des VfTuR Feudenheim und der TSG Plankstadt. Als nach dem Krieg die Fußballligen in Süddeutschland neu geordnet wurden, entstand als neues überregionales Oberhaus die Oberliga Süd. Die Weingartener wurden in den zweitklassigen Unterbau eingeteilt, der im badischen Bereich jedoch sehr zersplittert war. So spielte die FVgg ab 1946 in der Amateurliga Nordbaden-Süd und traf dort immerhin auf Gegner wie die ehemaligen Deutschen Meister Karlsruher FV und Phönix Karlsruhe. Als zur Saison 1948/49 die beiden nordbadischen Ligen zu einer eingleisigen Amateurliga Nordbaden zusammengelegt wurden, verpasste die FVgg als Tabellenzehnter die Qualifikation um vier Punkte und wurde drittklassig.

### Zwei kurze Phasen der Drittklassigkeit
Durch die Einführung der II. Division als neue Stufe der Zweitklassigkeit rutschte die FVgg mit der ganzen Liga sogar in die Viertklassigkeit ab. Erst vierzehn Jahre später gelang den Weingartenern der Sprung in das nordbadische Oberhaus. 1962/63 musste der Neuling jedoch als abgeschlagener Tabellenletzter sofort wieder absteigen.
Den Vierzehnjahresrhythmus behielten die Weingartener bei. 1976 gelang erneut der Aufstieg in die drittklassige Amateurliga. Während 1976/77 der zwölfte Platz noch zum sicheren Klassenerhalt gereicht hatte, hätte die FVgg 1977/78 den fünften Platz erreichen müssen, um sich für die neue Amateuroberliga Baden-Württemberg zu qualifizieren. Mit dem erneuten zwölften Platz verpasste die FVgg die Qualifikation deutlich und rutschte, zusammen mit der ganzen nordbadischen Amateurliga, in die Viertklassigkeit ab.

### Im Fahrstuhl zwischen vierter und fünfter Liga
In der nun als Verbandsliga Baden bezeichneten Klasse verblieb die FVgg bis zum erneuten Abstieg 1982.
Danach folgten Jahre, in denen die FVgg von Jahr zu Jahr die Liga wechselte. Zwar gelang 1983 der sofortige Wiederaufstieg, dem jedoch 1984 der ebenso prompte Wiederabstieg folgte. Diese Prozedur wiederholte sich mit der erneuten Rückkehr in die Verbandsliga 1985 und dem folgenden Wiederabstieg 1986 noch einmal.

### Ein letztes Jahr in der Fünftklassigkeit
Bis zum nächsten Wiederaufstieg in die seit 1994 nur noch fünftklassige Verbandsliga dauerte es bis zum Jahr 1995. Doch es blieb auch diesmal bei einem einjährigen Ereignis, man konnte sich auf der höchsten nordbadischen Ebene nicht bewähren.
Ein weiteres Comeback in der seit 1994 nur noch fünftklassigen Verbandsliga blieb seitdem aus. Im Gegenteil, die 1. Mannschaft spielt seit der Saison 2007/08 nur noch in der siebtklassigen Kreisliga Karlsruhe.